# Cisterne
Cisterner (også kaldet højdebeholdere) er vandbeholdere, som er anbragt så højt at vandet fra disse ved hjælp af de forbundne kars princip kan løbe ud til alle forbrugere og vandværkerne således slipper for at pumpe vandet frem.
I mindre skala benytter wc'ets cisterne samme princip for at skylle vand ud i kummen.
Ordet cisterne stammer fra Cistercienserordenen som udviklede Europas første store vandkraftsystemer.